# Prvenstvo Jugoslavije u hokeju na ledu 1938./1939.
Prvenstvo Jugoslavije u hokeju na ledu 1939. bilo je treće prvenstvo Jugoslavije u hokeju na ledu.
Najbolja je bila slovenska predstavnica Ilirija iz Ljubljane. Hrvatski predstavnik HAŠK bio je treći.